# Ligne de Saint-Quentin à Ham
La ligne de Saint-Quentin à Ham était une ligne ferroviaire secondaire longue de 28 kilomètres, à voie unique et écartement standard, permettant de relier la grande artère de Paris à Bruxelles qui passe en gare de Saint-Quentin, dans l'Aisne, avec la ligne d'Amiens à Laon qui passe en gare de Ham dans la Somme.
Mise en service dans son intégralité en 1912, le dernier tronçon est fermé dans les années 1990. Elle est ensuite déclassée et déposée.

## Histoire
Une ligne de Saint-Quentin à Vélu-Bertincourt est concédée, pour la partie comprise dans le département du Pas-de-Calais par une convention signée le 16 juillet 1874 entre le préfet de département et Messieurs Bellet, Coste et Mauday de Fay. La partie située dans le département de l'Aisne est concédée par une convention signée le 20 juillet 1874 entre le préfet de département et Messieurs Bellet, Coste et Mauday de Fay. Deux décrets du 22 septembre 1876 approuvent ces conventions et déclarent la ligne d'utilité publique, à titre d'intérêt local,.
La ligne de Saint-Quentin à Ham, qui emprunte la ligne de Saint-Quentin à Vélu-Bertincourt entre Saint-Quentin et Savy, est concédée par le département de l'Aisne à la Compagnie des chemins de fer départementaux de l'Aisne (CDA), filiale de la Compagnie du chemin de fer de Saint-Quentin à Guise par une convention signée entre le préfet de l'Aisne et la compagnie le 10 avril 1906. La partie de ligne située dans le département de la Somme est concédée au département de l'Aisne par une convention signée à la même date entre les deux préfets de département. Ces conventions sont approuvées par un décret le 24 décembre 1906 qui déclare la ligne d'utilité publique, à titre d'intérêt local,. 
La majorité  du tracé (21 km) est située dans le département de l'Aisne. Seule une section de 4 km se trouve sur le territoire du département de la Somme.
De Saint-Quentin jusqu'à la gare de Francilly-Dallon, la ligne est en tronc commun avec la ligne de Saint-Quentin à Roisel et Vélu, mise en service le 1er février 1880. 
La compagnie des CDA met en service la section de Francilly à Ham en trois tronçons : de Francilly-Dallon à Douchy le 1er juillet 1910, de Douchy à Villers-Aubigny le 1er décembre de la même année et la dernière portion Villers-Aubigny à Ham le 5 mars 1912.
La Régie des transports de l'Aisne (RTA), qui a repris l'exploitation en 1952, met fin au  trafic voyageurs sur l'ensemble de la ligne le 14 février 1955.

## Ambulant postal

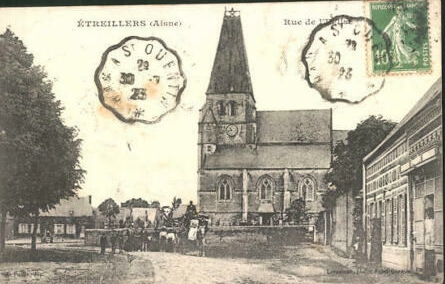
Carte postale du village d'Etreillers comportant le timbre à date crénelé d'ambulant postal sur ligne de Ham à St-Quentin daté de 1923.

Un service d' ambulant postal a fonctionné sur cette ligne jusqu'au moins 1923. Les lettres étaient déposées dans les gares et, dans le train, un employé oblitérait la lettre avec un timbre à date rond à créneaux, typique des cachets d'ambulants postaux français du début du XXè siècle.

## La Ligne Saint Quentin-Ham
| Gares, haltes et ouvrages d'art | PK   |  |  |  |  |
| --- | ---- |  |  |  |  |
| Saint-Quentin La gare de Saint-Quentin est mise en service en 1850, par la Compagnie des chemins de fer du Nord lorsqu'elle ouvre la section de Creil à Saint-Quentin. Elle sera le terminus de la ligne jusqu'à la mise en service, le 21 octobre 1855, de la section suivante, de Saint-Quentin à Hautmont. À partir de 1874-75 est ouverte la ligne Saint-Quentin / Guise. | 0    |  |  |  |  |
| Saint-Quentin La gare de 1850 étant trop exigüe, un nouveau bâtiment dû à Sidney Dunnett, architecte de la compagnie, est inauguré en 1887. Tout l'espace occupé par la gare de voyageurs et celle de marchandises a été conquis sur les marais de la Somme. | 0    |  |  |  |  |
| Saint-Quentin Cette gare a traversé la guerre 14-18 sans trop de dommages mais elle est complètement détruite par incendie le 13 janvier 1922. La Compagnie du Nord fait construire la troisième gare en 1926, par les architectes Gustave Umbdenstock et Urbain Cassan, avec une décoration intérieure style Art déco due au maître verrier Auguste Labouret. L'ensemble des façades, de la toiture ainsi que le buffet de la gare font l’objet d’une inscription au titre des monuments historiques, depuis le 23 septembre 2003. Le parvis attenant, très dégradé, a été rénové, puis inauguré le 17 décembre 2016 après environ deux ans de travaux. Le buffet de la gare a également été rénové, pour le louer et de le visiter. | 0    |  |  |  |  |
| Le pont du Vélu sur la canal de Saint-Quentin Ce pont, appelé localement le « pont du Vélu », a été construit vers 1880 pour permettre le franchissement du canal de Saint-Quentin par la ligne de Vélu-Bertincourt à Saint-Quentin avant d'être également utilisé à partir de 1910 pour la ligne de Saint-Quentin à Ham. Ce pont existe encore actuellement mais est réservé aux piétons. | 1    |  |  |  |  |
| Rocourt La gare de Rocourt, située en haut de la rue de Paris, desservait tous les habitants du quartier Saint-Martin. Cet endroit était très animé avec de nombreux cafés et son passage à niveau. Cette gare a d'abord été sur la ligne de Vélu-Bertincourt à Saint-Quentin, puis sur la ligne du Cambrésis et enfin dur la ligne de Saint-Quentin à Ham. Il n'y a plus de traces de cette gare et une maison de retraite a été construite sur son emplacement. Seul subsiste le tracé de la voie devenu sentier de randonnée. | 2,1  |  |  |  |  |
| Bifurcation de Francilly La gare de la bifurcation de Francilly était située à l'endroit où la ligne venant de Saint-Quentin se séparait en deux lignes : celle allant à Vélu et celle allant à Ham. Cette gare existe encore aujourd'hui près du hameau de Maison-Rouge devenue une habitation. | 6,1  |  |  |  |  |
| Savy La gare de Savy était située sur la D68, en face du cimetière, en venant du hameau de Maison-Rouge. Elle est devenue une habitation de nos jours. | 8,3  |  |  |  |  |
| Étreillers La gare d'Étreillers était située à l'entrée du village, à droite en venant de Savy. | 10,6 |  |  |  |  |
| Halte de Roupy-Vaux La halte de Roupy-Vaux était située au sud d'Étreillers, sur la D 32, près du hameau de Pommery, à 3 km de Vaux-en-Vermandois à 3 km et 5 km de Roupy. Elle est devenue une habitation actuellement. | 11,7 |  |  |  |  |
| Fluquières La gare de Fluiquières, aujourd'hui démolie, était située au nord du village. Le tracé de la voie est toujours visible. | 13,4 |  |  |  |  |
| Douchy La gare de Douchy était située au nord du village. Elle est devenue une habitation de nos jours. | 14,9 |  |  |  |  |
| Foreste La gare de Foreste était située au sud du village, en bordure de le route conduisant à Aubigny. Elle est devenue une habitation de nos jours. | 17,7 |  |  |  |  |
| Douilly La gare de Douilly était située en pleine campagne à 2 km à l'est du village près de la ferme de Montizelles. Elle est actuellement laissée à l'abandon et tombe en ruines. | 19,6 |  |  |  |  |
| Halte de Villers - Aubigny La gare commune à Villers-Saint-Christophe et Aubigny-aux-Kaisnes était située à 1 km au sud-est de Villers, rue du Château et à 2,5 km d'Aubigny-aux-Kaisnes. Elle a été mise en service le 1er décembre 1910 et elle est restée le terminus de la voie venant de Saint-Quentin jusqu'à la mise en service le 5 mars 1912 du dernier tronçon vers Pithon puis Ham. Fermée en 1955, elle a été démolie et seuls subsistent de nos jours, le tracé arborisé vers Villers et les rails qui traversent la route. | 22,4 |  |  |  |  |
| Halte de Pithon - Estouilly La gare de Pithon a été mise en service le 5 mars 1912, lors de la construction du dernier tronçon de la ligne de Villers-Saint-Christophe jusqu'au terminus de Ham. Elle est devenue une habitation de nos jours. | 25   |  |  |  |  |
| Les deux ponts Pour terminer la section de la ligne allant de Villers-Saint-Christophe à Ham, la construction de deux pont a été nécessaire : un pont d'une dizaine de mètres pour traverser la Somme et surtout un imposant pont métallique pour franchir le canal de la Somme. Ces ponts ont été démolis et ne subsistent de nos jours que les vestiges des piliers de ces ponts. | 26   |  |  |  |  |
| Ham La gare de Ham, mise en service en 1867 sur la ligne d'Amiens à Laon est donc devenue le terminus de la ligne de Saint-Quentin à Ham le 5 mars 1912. | 28   |  |  |  |  |